# Završje Podbelsko
Završje Podbelsko falu Horvátországban Varasd megyében. Közigazgatásilag Novi Marofhoz tartozik.

## Fekvése
Varasdtól 12 km-re délnyugatra, községközpontjától 8 km-re északnyugatra a Bednja-folyó bal partján fekszik.

## Története
A települést I. Ferdinánd király 1564-ben kelt oklevelében említik "Zaversie" alakban. Ebben a király megerősíti a gersei Pethő családot birtokaiban. 1650-ben III. Ferdinánd oklevelében melyben birtokokat adományozott Varasd vármegye akkori főprépostjának, Dénes fia Miklósnak a bélai uradalom részeként "Zaversje" is szerepel.
1857-ben 494, 1910-ben 825 lakosa volt. A trianoni békeszerződésig Varasd vármegye Varasdi járásához tartozott. 2001-ben a falunak 230 háza és 852 lakosa volt.

## Nevezetességei
Boldog Alojzije Stepinac tiszteletére szentelt kápolnáját 2008. október 12-én szentelte fel Josip Mrzljak varasdi püspök. A margečani plébánia filiája.

## Külső hivatkozások
- Novi Marof város hivatalos oldala Archiválva 2011. április 16-i dátummal a Wayback Machine-ben
- A helyi kápolna avatása[halott link]
- Lejla Dobronić: A templomos, a johannita és a szentsír lovagok rendházai, várai és templomai